# Drehbuchverband Austria

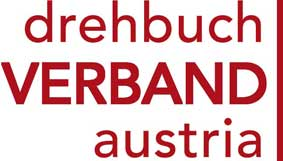

Der Drehbuchverband Austria mit Sitz in Wien vertritt die Interessen österreichischer Drehbuchautoren.
Zweck des Vereines ist die Wahrnehmung und Förderung der künstlerischen, wirtschaftlichen, rechtlichen und kulturellen Interessen der österreichischen Drehbuchautoren; deren Interessensvertretung gegenüber den Fernsehanstalten, Verlagen, der Filmwirtschaft, den Gewerkschaften und Ministerien, gesetzgebenden Körperschaften und allen Institutionen der Filmförderung.
Die Mitglieder sind Personen, die zum Zeitpunkt des Vereinsbeitrittes bereits ein Drehbuch zu einem realisierten abendfüllenden Kino- oder Fernsehspielfilm geschaffen haben oder Nachwuchsautoren mit entsprechender Ausbildung. 
Der Verein wurde 1989 gegründet und umfasst rund 140 Mitglieder (Stand: 2022). 
Der Verband ist Mitglied im Dachverband der Österreichischen Filmschaffenden und der FSE (Federation of Screenwriters in Europe) und entsendet ein Mitglied in die Kurie für Literatur  der Künstlerinnen/Künstlerkommission zum Künstler-Sozialversicherungsfonds. 
Er ist auch verantwortlich für die Organisation und Ausschreibung des mit 22.000 Euro dotierten Thomas-Pluch-Drehbuchpreises, der alljährlich im Rahmen der Diagonale in Graz vergeben wird.